# Landing Craft Tank

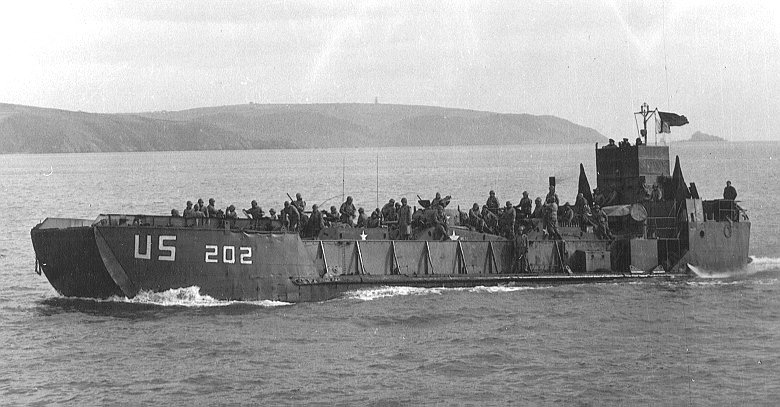
LCT-202 de l'U.S. Navy.

Un Landing Craft Tank est une barge de débarquement destinée à l'assaut amphibie et au transport de chars de combat sur des têtes de pont.
Les premiers exemples sont apparus pendant la Seconde Guerre mondiale où ils ont été utilisés par la Royal Navy et l'United States Navy. Durant cette période, ils étaient généralement appelées par leur abréviation LCT.
Ils furent aussi utilisés sous différentes désignations lors de la guerre de Corée et la guerre du Viêt Nam.
Selon les versions, différents types d'armement équipaient les navires : le mark 1 était armé de deux Canon de marine de 2 livres QF  ; il fut ensuite ajouté deux canons anti-aériens Bofors 40 mm sur les mark 2 et 3 ; le mark 4 était armé soit de deux canons de 20 mm Oerlikon, soit de deux canons Bofors 40 mm ; le mark 5 comporte deux canons 20 mm Oerlikon, auxquels sont ajoutées jusqu'à quatre mitrailleuses de 12,7 mm sur le mark 6.